# Alaric I
|  | Per a altres significats, vegeu «Alaric I d'Empúries». |

Alaric I (en escriptura gòtica 𐌰𐌻𐌰𐍂𐌴𐌹𐌺𐍃, Alarīks, senyor de tots, o també noble i poderós; Tomis, actual Romania ~370 - Cosenza, actual Itàlia 410) fou el primer rei dels visigots, del 395 al 410. Les principals fonts del seu regnat són Zòsim I i Jordannes, i en menor mesura Orosi, Jerònim, Procopi i Isidor de Sevilla. Era fill de Badengaud o d'Alaviv, i pertanyia a la dinasta dels Balts o Baltungs. Va néixer en temps d'Hermanric. Es casà amb una filla del seu oncle i anterior rei dels visigots, Atanaric, i fou sogre del futur rei Teodoric I de Tolosa i pare d'una filla que casà amb Brond, rei dels anglosaxons.

## Biografia
Alaric va ascendir al lideratge dels gots que van arribar a ocupar Mèsia, territori adquirit un parell de dècades abans per una força combinada de gots i alans després de la primera batalla d'Adrianòpolis.
Alaric va començar la seva carrera sota el soldat got Gainas i més tard es va unir a l'exèrcit romà. Un cop aliat de Roma sota l'emperador romà Teodosi, Alaric va ajudar a derrotar els francs i altres aliats d'un futur usurpador romà. Tot i perdre molts milers dels seus homes, va rebre poc reconeixement de Roma i va deixar l'exèrcit romà, decebut. Després de la mort de Teodosi i la desintegració dels exèrcits romans l'any 395, és descrit com a rei dels visigots. Com a líder de l'única força de camp eficaç que quedava als Balcans, va buscar la legitimitat romana, sense aconseguir mai una posició acceptable per a ell o per a les autoritats romanes.
Va operar principalment contra els successius règims romans occidentals i va marxar cap a Itàlia, on va morir. És responsable del saqueig de Roma l'any 410, un dels diversos esdeveniments notables de l'eventual decadència de l'Imperi Romà d'Occident.

### Rei dels visigots
Al final de la guerra gòtica una nova etapa en la relació entre els gots i l'Imperi Romà d'Occident va derivar del tractat signat l'any 382, ja que cada cop més gots van assolir el rang aristocràtic des del seu servei a l'exèrcit imperial. L'arrianisme ja s'havia estès entre els visigots després del govern del cap Fritigern (vers 376-383) i el bisbe arrià de Macedònia, Tofilau, el va iniciar en aquesta doctrina, que fou acceptada per Alaric i la seva gent, però no per això va renunciar a totes les seves pràctiques paganes.
Alaric va succeir com a cap al seu pare Atanaric a la mort d'aquest vers el 387, quan tenia uns disset anys, i en tot cas se sap que ja era cap a la mort de l'emperador Teodosi (17 de gener del 395). El títol que portaven llavors els sobirans visigots era el de Tokaif (cap principal). Durant la seva joventut, els visigots emigraren cap a l'oest, fugint de l'atac dels huns; entre el 387 i el 389 va obtenir 15 victòries, però no sabem contra qui.

### Campanya a Grècia

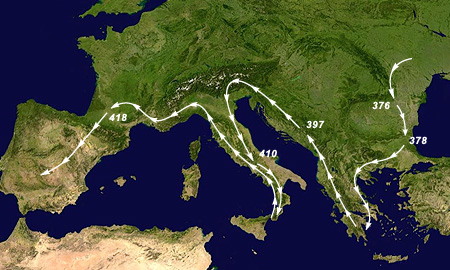
Migracions visigòtiques.

El 394, l'emperador d'Orient Teodosi li va donar el comandament dels auxiliars gots de l'imperi en la seva lluita contra Eugeni. El 395, en morir Teodosi, els visigots trencaren la seva aliança amb Roma; després de reclamar el títol de mestre dels soldats, que li fou negat, Alaric va atacar Constantinoble; va ser rebutjat i tot seguit, segons Sòcrates Escolàstic per instigació de Rufí d'Aquileia, va assolar Grècia (395 i 396), i saquejà Corint, Argos, Esparta i Mègara, salvant-se Atenes gràcies a la paga d'un quantiós rescat. El general Estilicó va desembarcar a Corint i els va poder expulsar de Grècia cap a l'Èpir, però el nou emperador d'Orient, Arcadi, per por que hi tornessin, va donar a Alaric les insígnies de governador d'Il·líria i el títol de mestre dels soldats d'Il·líria, amb la qual cosa va aconseguir cinc anys de pau (396 a 401). Alaric fou proclamat rei pels magnats visigots el 398.
El 18 de novembre del 401, aprofitant que Estilicó havia marxat a la frontera del Danubi per tal de frenar els atacs de vàndals i alans, Alaric va envair Itàlia, va assetjar Aquileia i el febrer del 402 es va presentar davant Milà i va atacar Ravenna sense èxit. Estilicó, amb les legions del Rin i mercenaris bàrbars, el va atacar i derrotar a Hasta i a Pol·lència; en aquest darrer combat, lliurat el 6 d'abril del 402, foren fets presoners la dona i els fills d'Alaric. Un atac sorpresa visigot a Verona fou rebutjat pel general Saule i, finalment, Alaric va retornar a Il·líria.
Estilicó, per atreure el rei visigot al seu camp, li va retornar la seva muller i els seus fills i li va proposar una aliança. El 405, Flavi Honori, emperador d'Occident, va designar també Alaric mestre dels soldats d'Il·líria, amb uns límits territorials que entraven en contradicció amb les reivindicacions de l'Imperi d'Orient, i a més va rebre una subvenció econòmica i se li van fer algunes promeses; tot per tal d'atreure'l al seu bàndol i enfrontar-lo al seu rival, Arcadi. Alaric va establir la capital a Aemona.

### Renovades les hostilitats després del cop d'estat romà occidental
A Orient, Arcadi va morir l'1 de maig de 408 i va ser substituït pel seu fill Teodosi II; Sembla que Estilicó tenia previst marxar a Constantinoble i instal·lar-hi un règim fidel a ell mateix. Pot ser que també tingués la intenció de donar a Alaric un alt càrrec oficial i enviar-lo contra els rebels de la Gàl·lia. Alaric exigí 4.000 lliures d'or com a compensació. A petició d'Estilicó, el govern romà accedí a pagar-li aquesta quantitat, però el partit nacionalista romà, segurament esperonat pel govern de Constantinoble, va acusar Estilicó de preparar el lliurament de l'imperi a Alaric, i va tramar un complot. Va esclatar una revolta de tropes que obligà Estilicó a refugiar-se en una església, i fou assassinat en el moment de sortir-ne (quan se li havia promès que salvaria la vida si sortia); la mà executora fou Olimp, però sota ordres de l'emperador Honori (23 d'agost del 408). Mort Estilicó, les promeses fetes a Alaric no es van respectar. Malgrat les hàbils maniobres contra els gots, l'historiador J. M. Wallace-Hadrill explica que Estilicó no podia estimar-se als romans, tot i que havia rescatat Roma en dues ocasions abans que caigués en mans d'Alaric. Les raons per les quals va romandre el boc expiatori dels escriptors romans van ser moltes; inclòs que veien Estilicó com l'home que vengué el pas. Wallace-Hadrill afegeix: En part, sembla, perquè ell (Estilicó) estava disposat a comprometre's amb els gots en un intent d'arrancar les tan cobejades parts orientals d'Il·líric del control de Constantinoble. En part, també, perquè la seva concentració en els afers italians i balcànics va deixar la Gàl·lia oberta a la invasió. En part perquè la seva política de defensa va resultar costosa per a la classe senatorial. Però sobretot, potser, perquè per als romans va significar l'arribada de l'arianisme, un sistema de creences que els catòlics occidentals consideraven sacríleg.
Alaric va tornar a ser declarat enemic de l'emperador. Els homes d'Olimp van massacrar aleshores les famílies de les tropes federades (com a presumptes partidaris d'Estilicó, encara que probablement s'havien rebel·lat contra ell), i les tropes van desertar en massa cap a Alaric. Molts milers d'auxiliars bàrbars, juntament amb les seves dones i fills, es van unir a Alaric a Noricum. Sembla que els conspiradors van deixar que el seu exèrcit principal es desintegrés i no van tenir cap política excepte caçar els partidaris d'Estilicó. Itàlia es va quedar sense forces de defensa indígenes efectives després.
Com a enemic de l'emperador declarat, a Alaric se li va negar la legitimitat que necessitava per recaptar impostos i tenir ciutats sense grans guarnicions, que no es podia permetre el luxe de separar. Va tornar a oferir traslladar els seus homes, aquesta vegada a Pannònia, a canvi d'una modesta suma de diners i el modest títol de Comes, però se li va rebutjar perquè el règim d'Olimp el considerava partidari d'Estilicó.

### Segona campanya a Itàlia
Sense el comandament d'Estilicó, l'exèrcit romà es disgregà i Alaric va poder avançar sense oposició per Itàlia; va ocupar Aquileia, Albino, Cremona i altres ciutats, però passà per Ravenna sense atacar-la, precisament on s'havia refugiat Honori. Va arribar a Roma l'hivern del 408; la seva retirada fou comprada a canvi de molts diners, i llavors va passar a la Toscana, on va hivernar i on se li van unir els esclaus fugitius, i grups d'huns i gots. Es van iniciar negociacions amb Honori, a qui va exigir la cessió del Vèneto, Nòric i Dalmàcia, una pensió anual, i el seu nomenament com a mestre dels soldats presencials d'Occident, però Honori va rebutjar aquestes pretensions i en va oferir d'altres que no es van arribar a concretar.
Alaric va tornar a Roma (409) i va ocupar Òstia i en tallà els subministraments. El senat romà va haver de nomenar emperador Prisc Àtal, un home d'origen jònic que era prefecte de la ciutat, que sembla que tenia simpaties arrianes, qui va concedir a Alaric el títol de mestre dels dos exèrcits, mentre que el seu cunyat Ataülf rebia el títol de Comes domesticorum equitus. L'estiu del 410, com que Àtal no volia o, més aviat, no podia complir les seves promeses, Alaric el va deposar (14 d'agost del 410) i va tornar a iniciar negociacions amb Honori, però durant aquestes converses el general visigot Sar, que dirigia un grup important de visigots i altres bàrbars al servei de l'imperi, i que era enemic jurat dels Balts o Baltungs, va atacar els visigots i les converses es van aturar.

### El saqueig de Roma
Alaric va tornar a Roma i els esclaus d'una dama romana de religió arriana, de nom Proba, li van obrir la porta Salaria (24 d'agost del 410). Alaric va donar tres dies als seus homes per saquejar la ciutat, però va ordenar respectar els temples i les dones i va prohibir les morts sense justificació, però els soldats van incendiar la major part de la ciutat després del saqueig; els ciutadans romans s'havien refugiat als temples de Sant Pere i Sant Pau. Al cap de sis dies, va sortir cap al sud, portant com a ostatges l'antic emperador Àtal i Gal·la Placídia, germana d'Honori.

### Trasllat al sud d'Itàlia, mort per malaltia

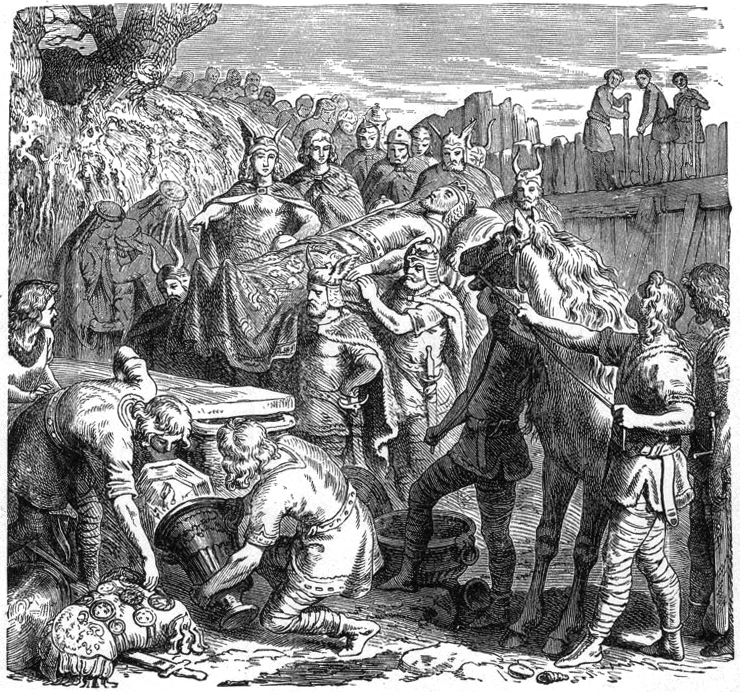
Un gravat de l'enterrament d'Alaric al llit del riu Busento (1895)

El saqueig de Roma no només havia estat un cop important per a la moral del poble romà, sinó que també havien suportat dos anys de trauma provocat per la por, la fam (a causa dels bloquejos) i la malaltia. Tanmateix, els gots no van estar gaire a la ciutat de Roma, ja que només tres dies després del saqueig, Alaric va marxar els seus homes cap al sud fins a Campània, des d'on tenia la intenció de navegar cap a Sicília —probablement per obtenir gra i altres subministraments— quan una tempesta va destruir la seva flota. Durant els primers mesos del 411, mentre feia el seu viatge de tornada cap al nord per Itàlia, Alaric va emmalaltir i va morir a Consentia, Bruttium. La causa de la mort va ser probablement la febre. Els estudiosos sovint s'han preguntat sobre la causa de la mort del rei Alaric. El 2016, Francesco Galassi i els seus col·legues van analitzar totes les fonts històriques, mèdiques i epidemiològiques que van poder trobar sobre la mort d'Alaric i van concloure que la causa subjacent era la malària i el seu cos va ser, segons la llegenda, enterrat sota la llera del riu Busentius d'acord amb les pràctiques paganes del poble visigot. El riu es va desviar temporalment del seu curs mentre s'excavava la tomba, on van ser enterrats el cap gòtic i alguns dels seus botins més preuats. Quan es va acabar l'obra, el riu va tornar a ser la seva llera habitual i els captius per les mans dels quals s'havia realitzat el treball van ser morts perquè ningú no sabés el seu secret. S'explica una història semblant del tresor de Decèbal, enterrat sota un riu l'any 106 dC. Aquests enterraments repeteixen models escites del Baix Danubi i del Mar Negre.